# Marco Pignatelli
Marco Pignatelli (Fasano, 1º aprile 1995) è un pallamanista italiano, ala sinistra svincolata.

## Carriera

### Junior Fasano
Con Fasano Pignatelli muove i primi passi a soli 5 anni, vincendo nel 2009 lo scudetto u14 e nel 2011 lo scudetto u16. Nel 2009, a 14 anni, esordisce in prima squadra nella partita di Coppa Italia contro la Pallamano Secchia Rubiera. Nel 2015-2016 vince la Coppa Italia a Lavis; nello stesso anno la Junior vince il Campionato.

### Conversano
Dal 2016 al 2018 veste la maglia della Pallamano Conversano 1973. Con il club biancoverde arriva in finale scudetto, perdendo dopo gara 3 contro la sua ex squadra il titolo.

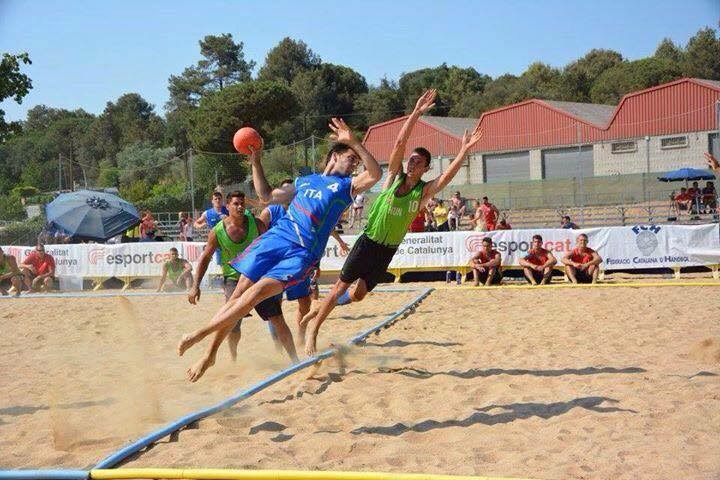
Marco Pignatelli ai campionati Europei di Beach Handball nel 2015

### Il ritorno alla Junior Fasano
Il 13 luglio 2019 viene ufficializzato il suo ritorno nella Junior Fasano.

### Nazionale

#### Giovanile
Pignatelli gioca in nazionale giovanile dal 2010 al 2015, partecipando a qualificazioni a Europei e Mondiali e vari tornei giovanili in Europa, come la Partille cup a Göteborg e la Interamnia World Cup a Teramo. Prende parte anche nella selezione per i campionati europei di beach handball a Lloret de Mar nel 2015.

## Palmarès

### Club
- Campionato di Serie A: 2
2013-14, 2015-16
- Coppa Italia: 1
2015-16

### Competizioni giovanili
- Campionato italiano di pallamano maschile Under-16: 1

2010-11
- Campionato italiano di pallamano maschile Under-14: 1

2008-09

## Statistiche

### Presenze e reti nei club
Statistiche aggiornate al 12 febbraio 2022.
| Stagione             | Squadra              | Campionato           | Campionato | Campionato | Coppe nazionali | Coppe nazionali | Coppe nazionali | Coppe continentali | Coppe continentali | Coppe continentali | Altre coppe | Altre coppe | Altre coppe | Totale | Totale |
| Stagione             | Squadra              | Comp                 | Pres       | Reti       | Comp            | Pres            | Reti            | Comp               | Pres               | Reti               | Comp        | Pres        | Reti        | Pres   | Reti   |
| -------------------- | -------------------- | -------------------- | ---------- | ---------- | --------------- | --------------- | --------------- | ------------------ | ------------------ | ------------------ | ----------- | ----------- | ----------- | ------ | ------ |
| 2010-2011            | Junior Fasano        | A                    | 9          | 2          | CI              | 4               | 4               | ChC                | 2                  | 0                  | -           | -           | -           | 15     | 6      |
| 2011-2012            | Junior Fasano        | A                    | 26         | 14         | CI              | 4               | 2               | -                  | -                  | -                  | -           | -           | -           | 30     | 16     |
| 2012-2013            | Junior Fasano        | A                    | 20         | 27         | CI              | 2               | 0               | -                  | -                  | -                  | SI          | 1           | 1           | 23     | 28     |
| 2013-2014            | Junior Fasano        | A                    | 3          | 6          | CI              | 0               | 0               | -                  | -                  | -                  | -           | -           | -           | 3      | 6      |
| 2014-2015            | Junior Fasano        | A                    | 2          | 3          | CI              | 0               | 0               | -                  | -                  | -                  | SI          | 0           | 0           | 2      | 3      |
| 2015-2016            | Junior Fasano        | A                    | 22         | 42         | CI              | 3               | 0               | -                  | -                  | -                  | -           | -           | -           | 25     | 42     |
| 2016-2017            | Conversano           | A                    | 21         | 51         | CI              | 3               | 4               | -                  | -                  | -                  | -           | -           | -           | 24     | 55     |
| 2017-2018            | Conversano           | A                    | 25         | 34         | CI              | 0               | 0               | -                  | -                  | -                  | -           | -           | -           | 25     | 34     |
| 2018-2019            | Conversano           | A                    | 0          | 0          | CI              | 0               | 0               | -                  | -                  | -                  | -           | -           | -           | 0      | 0      |
| Totale Conversano    | Totale Conversano    | Totale Conversano    | 46         | 85         |                 | 3               | 4               |                    | -                  | -                  |             | -           | -           | 49     | 89     |
| 2019-2020            | Junior Fasano        | A                    | 19         | 42         | CI              | 2               | 8               | -                  | -                  | -                  | -           | -           | -           | 21     | 50     |
| 2020-2021            | Junior Fasano        | A                    | 27         | 40         | -               | -               | -               | -                  | -                  | -                  | -           | -           | -           | 27     | 40     |
| 2021-2022            | Junior Fasano        | A                    | 3          | 4          | CI              | 0               | 0               | -                  | -                  | -                  | -           | -           | -           | 3      | 4      |
| Totale Junior Fasano | Totale Junior Fasano | Totale Junior Fasano | 131        | 180        |                 | 15              | 14              |                    | 2                  | 0                  |             | 1           | 1           | 149    | 195    |
| Totale carriera      | Totale carriera      | Totale carriera      | 177        | 265        |                 | 18              | 18              |                    | 2                  | 0                  |             | 1           | 1           | 198    | 284    |